# Ryō Hatsuse
Ryō Hatsuse (jap. 初瀬 亮, Hatsuse Ryō; * 10. Juli 1997 in Kishiwada, Präfektur Osaka) ist ein japanischer Fußballspieler.

## Karriere

### Verein
Ryō Hatsuse erlernte das Fußballspielen in den Jugendmannschaften von Osaka Andrews FC und Gamba Osaka. Bei Gamba Osaka unterschrieb er 2016 seinen ersten Profivertrag. Der Verein aus Suita spielte in der höchsten Liga des Landes, der J1 League. Bei Gamba stand er bis 2018 unter Vertrag. 2018 wurde er an die U23–Mannschaft von Gamba Osaka ausgeliehen. Die U23 spielte in der dritten Liga, der J3 League. Für die U23 absolvierte er zehn Drittligaspiele. 2019 wechselte er zum Erstligisten Vissel Kōbe nach Kōbe. Von September 2019 bis Januar 2020 wurde er an den Zweitligisten Avispa Fukuoka nach Fukuoka ausgeliehen. Für Fukuoka stand er neunmal auf dem Spielfeld. Im Februar 2020 kehrte er nach der Ausleihe zurück nach Kōbe. Am Ende der Saison 2023 feierte er mit dem Verein die japanische Meisterschaft. Am 24. November 2024 stand er mit Vissel Kōbe im Endspiel des Kaiserpokals. Gegen Gamba Osaka gewann man durch das Tor von Taisei Miyashiro mit 1:0. Am Ende der Saison 2024 feierte er mit Vissel zum zweiten Mal die japanische Meisterschaft. Nach Ende der Saison 2024 wurde sein Vertrag nicht verlängert.

### Nationalmannschaft
Ryō Hatsuse spielte achtmal in der U19, dreimal in der U20 und zwölfmal in der U21-Nationalmannschaft.

## Erfolge
Vissel Kōbe
- Japanischer Meister: 2023, 2024
- Japanischer Pokalsieger: 2024